# Кукоури
Ку́коури (фин. Kukouri) — маленький остров в юго-восточной Финляндии. Расположен в проливе Руотсинсальми Финского залива Балтийского моря к юго-востоку от города Котка, центр которого расположен на острове Котка, к юго-западу от города Хамина (Фредриксгамн), к западу от острова Кутсало и к северо-западу от острова Кирконма, близ границы с Россией. Административно относится к общине Котка в области Кюменлааксо.

## Достопримечательности
Расположен в замечательном в историческом отношении проливе Свенсксунд (швед. Svensksund — Шведский пролив) или Руотсинсальми между островами Котка и Кутсало. Пролив был ареной двух сражений русско-шведской войны 1788—1790 гг.
На острове Кикуори расположен форт «Слава» — круглое каменное сооружение, облицованное красным кирпичом. Форт построен на искусственно расширенном острове в 1794 году после окончания русско-шведской войны (1788—1790). Форт «Слава», форт «Екатерина» на Котке и форт «Елизавета» на острове Вариссаари построены по приказу императрицы Екатерины II как часть цепи крепостей в Финском заливе для защиты от шведов. После заключения Фридрихсгамского мирного договора 1809 года, по которому Швеция уступила Финляндию России, в 1830-х годах на остров было перевезено небольшое количество солдат из крепости Роченсальм для охраны пролива. Форт служил одновременно тюрьмой. В 1855 году во время Крымской войны англо-французский флот обстрелял и разрушил форт «Слава». Форт «Слава» частично восстановлен в 1993 году.
На острове находится маяк.
- Форт «Слава» на Кукоури